# Красная площадь в Москве (картина Алексеева)
«Красная площадь в Москве» — ведута русского живописца Фёдора Яковлевича Алексеева, написанная в 1801 году.
Алексеев начал работу над видами Москвы по повелению императора Павла I в 1801 году. Картина является одной из первых работ серии и знаменует подъём интереса к древней столице в русском обществе начала XIX века. В письме президенту Академии художеств А. С. Строганову Алексеев писал: «По осмотрении Москвы я нашел столько прекрасных предметов для картин, что нахожусь в недоумении, с которого вида прежде начать; должно было решиться, и я уже начал первый эскиз с площади с церковью Василия Блаженного и зиму употреблю для писания картины». 
Художник изобразил Красную площадь с храмом Василия Блаженного и Лобным местом. Перед Спасской башней — двухэтажное здание публичной библиотеки Василия Киприянова, построенное во времена Петра I. Справа от Спасской башни видны главы Вознесенского монастыря, а слева — шатёр Царской башни. Оштукатуренная и выкрашенная в белый цвет Кремлёвская стена отделена от площади поросшим кустарником Алевизовым рвом. Слева от храма Василия Блаженного расположены торговые ряды. Видно, что Красная площадь ещё не утратила свою функцию торговой. Художник сумел передать атмосферу шумной и пёстрой московской жизни, придерживаясь при этом традиций классицизма и добиваясь строгой построенности и уравновешенности картины.
«Красная площадь в Москве» была подарена Третьяковской галерее П. А. Бурышкиным в 1917 году.

## В филателии
|  |  |

В 2021 году Почта России выпустила квартблок, частью которого была марка, на которой изображена картина.